# Zhengmo (köpinghuvudort i Kina, Hebei Sheng, lat 38,47, long 114,73)
Zhengmo är en köpinghuvudort i Kina. Den ligger i provinsen Hebei, i den norra delen av landet, omkring 210 kilometer sydväst om huvudstaden Peking. Antalet invånare är 21 377. Befolkningen består av 10 565 kvinnor och 10 812 män. Barn under 15 år utgör 19,0 %, vuxna 15-64 år 73 %, och äldre över 65 år 7,0 %.
Runt Zhengmo är det tätbefolkat, med 849 invånare per kvadratkilometer. Närmaste större samhälle är Hantai, 19,0 km sydost om Zhengmo. Trakten runt Zhengmo består till största delen av jordbruksmark.
Genomsnittlig årsnederbörd är 702 millimeter. Den regnigaste månaden är juli, med i genomsnitt 228 mm nederbörd, och den torraste är januari, med 4 mm nederbörd.